# Kétegyháza
Kétegyháza je vas na Madžarskem, ki upravno spada pod podregijo Gyulai Županije Békés.